# Discographie de Bryan Adams
Cet article présente la discographie de Bryan Adams, auteur, compositeur et interprète canadien. Bryan Adams a enregistré treize albums studios, cinq albums live, six compilations, une bande-son, deux Ep, soixante neuf singles.

## Présentation
La carrière discographique de Bryan Adams débuta en novembre 1978 avec le single Let Me Take You Dancing écrit en collaboration avec Jim Vallance. Cette collaboration sera très forte sur les cinq premiers albums avant de baisser au début des années 1990 mais reprendra sur les deux derniers albums. Bryan Adams signa un contrat avec A&M et enregistra son premier album en 1980 qui se classa à la soixante-neuvième place des charts canadiens. C'est avec son second album, qu'il perça sur la scène internationale se classant dans les charts américains (118e place) et  britanniques (78e place). À partir du troisième album, il assoit définitivement son succès qui progressera encore jusqu'à atteindre son apogée avec l'album Waking Up the Neighbours sorti en 1991. Ce dernier comprend le plus grand tube de l'artiste, (Everything I Do) I Do It for You, qui fera aussi partie de la bande son du film de Kevin Reynolds, Robin des Bois, prince des voleurs. Cette chanson se classa à la première place des principaux classements musicaux mondiaux, dont la France et sera notamment certifiée triple disque de platine aux États-Unis. Après ce succès phénoménal, Bryan Adams ne sortira plus que sept albums studios en près de trente ans.
En France, onze albums (compilations comprises) se classeront dans les meilleures ventes d'albums. La compilation So Far So Good obtiendra la meilleure place 5e place suivit de Waking Up the Neighbours 12e place. Ces deux albums seront certifiés respectivement disque de platine pour plus de 300 000 albums vendus et double disque d'or pour plus de 200 000 albums vendus.
Bryan Adams collabora aussi avec de nombreux artistes dont notamment, Tina Turner pour la chanson It's Only Love, Rod Stewart et Sting sur le titre All for Love, Barbara Streisand sur I Finally Found Someone et Melanie C sur When You're Gone.

## Albums

### Albums studios
| Titre                                                                          | Classements des ventes | Classements des ventes | Classements des ventes | Classements des ventes | Classements des ventes | Classements des ventes | Classements des ventes | Classements des ventes | Classements des ventes | Classements des ventes | Classements des ventes | Classements des ventes | Classements des ventes | Classements des ventes | Classements des ventes | Classements des ventes | Classements des ventes | Classements des ventes | Classements des ventes | Classements des ventes | Certifications |
| Titre                                                                          | CAN                    | ALL                    | AUS                    | AUT                    | BEL                    | BEL                    | DAN                    | ECO                    | ESP                    | FIN                    | FRA                    | ITA                    | NOR                    | N-Z                    | P-B                    | POR                    | SUÈ                    | SUI                    | R-U                    | USA                    | Certifications |
| Titre                                                                          | CAN                    | ALL                    | AUS                    | AUT                    | (V)                    | (W)                    | DAN                    | ECO                    | ESP                    | FIN                    | FRA                    | ITA                    | NOR                    | N-Z                    | P-B                    | POR                    | SUÈ                    | SUI                    | R-U                    | USA                    | Certifications |
| ------------------------------------------------------------------------------ | ---------------------- | ---------------------- | ---------------------- | ---------------------- | ---------------------- | ---------------------- | ---------------------- | ---------------------- | ---------------------- | ---------------------- | ---------------------- | ---------------------- | ---------------------- | ---------------------- | ---------------------- | ---------------------- | ---------------------- | ---------------------- | ---------------------- | ---------------------- | --- |
| Bryan Adams - Sortie: 12 février 1980 - Label: A&M Records                     | 69                     | —                      | —                      | —                      | —                      | —                      | —                      | —                      | —                      | —                      | —                      | —                      | —                      | —                      | —                      | —                      | —                      | —                      | —                      | —                      | — |
| You Want It You Got It - Sortie: 21 juillet 1981 - Label: A&M Records          | 50                     | —                      | —                      | —                      | —                      | —                      | —                      | —                      | —                      | —                      | —                      | —                      | —                      | —                      | —                      | —                      | —                      | —                      | 78                     | —                      | Or |
| Cuts Like a Knife - Sortie: 18 janvier 1983 - Label: A&M Records               | 8                      | 24                     | —                      | —                      | —                      | —                      | —                      | —                      | —                      | —                      | —                      | —                      | —                      | 22                     | —                      | —                      | 22                     | —                      | 21                     | 8                      | Or · 3 × Platine · Or · Argent · Platine                                                                                                  |
| Reckless - Sortie: 5 novembre 1984 - Label: A&M Records                        | 1                      | 19                     | 2                      | —                      | 129                    | 174                    | —                      | 36                     | —                      | —                      | —                      | —                      | 2                      | 1                      | 11                     | —                      | 5                      | 10                     | 7                      | 1                      | Or · Platine · Or · Diamant · Platine · Platine · Platine · Platine · 3 × Platine · 5 × Platine                                           |
| Into the Fire - Sortie: 30 mars 1987 - Label: A&M Records                      | 2                      | 7                      | 14                     | 13                     | —                      | —                      | —                      | —                      | —                      | —                      | —                      | —                      | 4                      | 10                     | 18                     | —                      | 3                      | 4                      | 10                     | 7                      | 3 × Platine · Platine · Argent · Platine                                                                                                  |
| Waking Up the Neighbours - Sortie: 24 septembre 1991 - Label: A&M Records      | 1                      | 1                      | 1                      | 1                      | —                      | —                      | —                      | —                      | —                      | —                      | 12                     | 11                     | 1                      | 2                      | 2                      | —                      | 1                      | 1                      | 1                      | 6                      | Platine · 4 × Platine · Platine · Diamant · Or · Platine · Or · Platine · Platine · 2 × Platine · 4 × Platine · 3 × Platine · 4 × Platine |
| 18 til I Die - Sortie: 4 juin 1996 - Label: A&M Records                        | 4                      | 4                      | 2                      | 2                      | 5                      | 15                     | —                      | 35                     | —                      | 3                      | 15                     | 8                      | 7                      | 13                     | 9                      | —                      | 5                      | 2                      | 1                      | 31                     | Or · 3 × Platine · Or · Or · 3 × Platine · Or · Or · Or · Platine · 2 × Platine · Platine                                                 |
| On a Day Like Today - Sortie: 27 octobre 1998 - Label: A&M Records             | 3                      | 5                      | 38                     | 4                      | 15                     | 48                     | —                      | 21                     | —                      | 13                     | 52                     | —                      | 34                     | 28                     | 24                     | —                      | 27                     | 2                      | 11                     | 103                    | Or · Or · Or · 2 × Platine · Platine · Or · Platine · Or ·                                                                                |
| Room Service - Sortie: 10 septembre 2004 - Label: Polydor                      | 2                      | 1                      | 15                     | 3                      | 5                      | 43                     | 11                     | 7                      | 72                     | 34                     | 200                    | 30                     | 18                     | —                      | 3                      | 5                      | 19                     | 1                      | 4                      | 134                    | Or · Platine · Or · Or · |
| 11 - Sortie: 17 mars 2008 - Label: Polydor                                     | 1                      | 2                      | 35                     | 2                      | 2                      | 35                     | 2                      | 6                      | 12                     | 21                     | 157                    | 50                     | 39                     | —                      | 8                      | 4                      | 30                     | 1                      | 6                      | 80                     | Or · Argent · |
| Tracks of My Years - Sortie: 30 septembre 2014 - Label: Verve Records          | 1                      | 5                      | —                      | 5                      | 38                     | 34                     | 13                     | 11                     | 35                     | —                      | 192                    | 22                     | —                      | 32                     | 41                     | 10                     | —                      | 6                      | 11                     | 89                     | Or |
| Get Up - Sortie: 2 octobre 2015 - Label: UME                                   | 8                      | 3                      | 6                      | 4                      | 10                     | 30                     | 22                     | 2                      | 24                     | —                      | —                      | 30                     | 24                     | —                      | 13                     | 8                      | 9                      | 1                      | 2                      | 99                     | Argent · |
| Shine a Light - Sortie: 1er mars 2019 - Label: Polydor                         | 1                      | 3                      | 7                      | 2                      | 10                     | 43                     | —                      | 2                      | 16                     | —                      | 147                    | —                      | —                      | 2                      | 37                     | 13                     | —                      | 2                      | 2                      | —                      | Or |
| So Happy It Hurts - Sortie: 1er mars 2019 - Label: BMG                         | 29                     | 2                      | —                      | 3                      | 5                      | 31                     | —                      | 3                      | 10                     | —                      | 176                    | 41                     | —                      | —                      | 28                     | 1                      | —                      | 2                      | 3                      | —                      | — |
| "—" indique que l'album n'entra pas dans les classements musicaux de ces pays. |                        |                        |                        |                        |                        |                        |                        |                        |                        |                        |                        |                        |                        |                        |                        |                        |                        |                        |                        |                        | |

### Albums live
| Titre                                                                                                | Classements des ventes | Classements des ventes | Classements des ventes | Classements des ventes | Classements des ventes | Classements des ventes | Classements des ventes | Classements des ventes | Classements des ventes | Classements des ventes | Classements des ventes | Classements des ventes | Classements des ventes | Classements des ventes | Classements des ventes | Classements des ventes | Classements des ventes | Classements des ventes | Classements des ventes | Certifications                                    |
| Titre                                                                                                | CAN                    | ALL                    | AUS                    | AUT                    | BEL                    | BEL                    | ECO                    | ESP                    | FIN                    | FRA                    | ITA                    | NOR                    | N-Z                    | P-B                    | POR                    | SUÈ                    | SUI                    | R-U                    | USA                    | Certifications                                    |
| Titre                                                                                                | CAN                    | ALL                    | AUS                    | AUT                    | (V)                    | (W)                    | ECO                    | ESP                    | FIN                    | FRA                    | ITA                    | NOR                    | N-Z                    | P-B                    | POR                    | SUÈ                    | SUI                    | R-U                    | USA                    | Certifications                                    |
| --- | ---------------------- | ---------------------- | ---------------------- | ---------------------- | ---------------------- | ---------------------- | ---------------------- | ---------------------- | ---------------------- | ---------------------- | ---------------------- | ---------------------- | ---------------------- | ---------------------- | ---------------------- | ---------------------- | ---------------------- | ---------------------- | ---------------------- | ------------------------------------------------- |
| Live!, Live!, Live! - Sortie: 27 décembre 1988 - Label: A&M Records                                  | —                      | 26                     | —                      | 17                     | —                      | —                      | 30                     | —                      | —                      | 16                     | 20                     | —                      | 17                     | 57                     | —                      | 22                     | 21                     | 17                     | —                      | Or · Argent ·                                     |
| MTV Unplugged - Sortie: 9 décembre 1997 - Label: A&M Records                                         | 10                     | 8                      | 28                     | 7                      | 2                      | 38                     | 34                     | —                      | 19                     | —                      | 17                     | 22                     | 16                     | 15                     | —                      | 54                     | 3                      | 19                     | 88                     | Or · Or · Or · Or · Or · Or · Platine · Platine · |
| Live at Budokan - Sortie: 17 juin 2003 - Label: A&M Records                                          | —                      | —                      | —                      | —                      | —                      | —                      | —                      | —                      | —                      | —                      | —                      | —                      | —                      | —                      | —                      | —                      | —                      | —                      | —                      | —                                                 |
| Bare Bones - Sortie: 16 novembre 2010 - Label: Polydor                                               | 18                     | 28                     | 38                     | 19                     | 78                     | —                      | 32                     | 66                     | —                      | —                      | —                      | —                      | —                      | 52                     | 6                      | —                      | 20                     | 35                     | —                      | Or ·                                              |
| Live at Sydney Opera House - Sortie: 30 août 2013 - Label: Polydor                                   | —                      | 38                     | —                      | —                      | —                      | —                      | —                      | —                      | —                      | —                      | —                      | —                      | —                      | —                      | —                      | —                      | —                      | —                      | —                      | —                                                 |
| Live at Royal Albert Hall - Sortie: 8 décembre 2023 - Label: BMG                                     | —                      | 20                     | —                      | 53                     | 98                     | 192                    | 39                     | 93                     | —                      | —                      | —                      | —                      | —                      | —                      | 35                     | —                      | 26                     | —                      | —                      | —                                                 |
| "—" indique que l'album n'entra pas dans les classements musicaux de ces pays ou n'y fut pas publié. |                        |                        |                        |                        |                        |                        |                        |                        |                        |                        |                        |                        |                        |                        |                        |                        |                        |                        |                        |                                                   |

### Compilations
| Titre                                                                                                | Classements des ventes | Classements des ventes | Classements des ventes | Classements des ventes | Classements des ventes | Classements des ventes | Classements des ventes | Classements des ventes | Classements des ventes | Classements des ventes | Classements des ventes | Classements des ventes | Classements des ventes | Classements des ventes | Classements des ventes | Classements des ventes | Classements des ventes | Classements des ventes | Classements des ventes | Certifications |
| Titre                                                                                                | CAN                    | ALL                    | AUS                    | AUT                    | BEL                    | BEL                    | ECO                    | ESP                    | FIN                    | FRA                    | ITA                    | NOR                    | N-Z                    | P-B                    | POR                    | SUÈ                    | SUI                    | R-U                    | USA                    | Certifications |
| Titre                                                                                                | CAN                    | ALL                    | AUS                    | AUT                    | (V)                    | (W)                    | ECO                    | ESP                    | FIN                    | FRA                    | ITA                    | NOR                    | N-Z                    | P-B                    | POR                    | SUÈ                    | SUI                    | R-U                    | USA                    | Certifications |
| --- | ---------------------- | ---------------------- | ---------------------- | ---------------------- | ---------------------- | ---------------------- | ---------------------- | ---------------------- | ---------------------- | ---------------------- | ---------------------- | ---------------------- | ---------------------- | ---------------------- | ---------------------- | ---------------------- | ---------------------- | ---------------------- | ---------------------- | --- |
| So Far So Good - Sortie: 2 novembre 1993 - Label: A&M Records                                        | 2                      | 1                      | 1                      | 1                      | 13                     | —                      | 18                     | —                      | —                      | 5                      | 1                      | 1                      | 1                      | 1                      | —                      | 1                      | 1                      | 1                      | 6                      | 2 × Platine · 14 × Platine · 2 × Platine · 4 × Platine · 6 × Platine · Platine · Platine · Platine · 2 × Platine · Platine · 4 × Platine · 2 × Platine · 5 × Platine |
| The Best of Me - Sortie:15 novembre 1999 - Label: A&M Records                                        | 7                      | 7                      | 18                     | 4                      | 3                      | 30                     | 15                     | —                      | 16                     | —                      | 43                     | 2                      | 43                     | 13                     | —                      | 20                     | 3                      | 12                     | —                      | Or · Platine · Or · Platine · 3 × Platine · Platine · Or · Platine · 3 × Platine ·                                                                                   |
| Anthology - Sortie: 18 octobre 2005 - Label: A&M Records                                             | 4                      | 30                     | —                      | 39                     | 13                     | —                      | 15                     | 24                     | 39                     | —                      | 36                     | 10                     | —                      | —                      | 14                     | 5                      | 39                     | 29                     | 65                     | Or · 2 × Platine · Or · |
| Icon - Sortie: 31 août 2010 - Label: A&M Records                                                     | 32                     | —                      | —                      | —                      | —                      | —                      | —                      | —                      | —                      | —                      | —                      | —                      | —                      | —                      | 37                     | —                      | —                      | —                      | —                      | Or · |
| Ultimate - Sortie:3 novembre 2017 - Label: Polydor                                                   | 80                     | —                      | —                      | —                      | 48                     | 171                    | 9                      | 70                     | —                      | —                      | 50                     | —                      | 21                     | 129                    | 25                     | —                      | 52                     | 11                     | —                      | Or · |
| Bryan Adams - Classic - Sortie:4 mars 2022 - Label: BMG                                              | —                      | 41                     | —                      | —                      | 79                     | —                      | 51                     | —                      | —                      | —                      | —                      | —                      | —                      | —                      | —                      | —                      | —                      | —                      | —                      | — |
| "—" indique que l'album n'entra pas dans les classements musicaux de ces pays ou n'y fut pas publié. |                        |                        |                        |                        |                        |                        |                        |                        |                        |                        |                        |                        |                        |                        |                        |                        |                        |                        |                        | |

### Bandes son originales
| Album                                                                                                | Charts | Charts | Charts  | Charts | Charts | Charts | Charts | Charts | Charts | Charts | Charts | Certifications    |
| Album                                                                                                | ALL    | AUT    | BEL (V) | ECO    | FRA    | ITA    | NOR    | P-B    | SUÈ    | SUI    | R-U    | Certifications    |
| --- | ------ | ------ | ------- | ------ | ------ | ------ | ------ | ------ | ------ | ------ | ------ | ----------------- |
| Spirit: Stallion of the Cimarron Bryan Adams / Hans Zimmer - Sortie: 4 mai 2002 - Label: A&M Records | 7      | 6      | 6       | 8      | 137    | 35     | 5      | 22     | 5      | 6      | 8      | Platine · Or · Or |
| Colour Me Kubrick - EP - Sortie: 2005 - Label:Universal Music                                        | —      | —      | —       | —      | —      | —      | —      | —      | —      | —      | —      | —                 |
| Pretty Woman - The Musical - Sortie: 12 mai 2023 - Label: BMG                                        | —      | —      | —       | 64     | —      | —      | —      | —      | —      | —      | —      | —                 |
| "—" indique que l'album n'entra pas dans les classements musicaux de ces pays ou n'y fut pas publié. |        |        |         |        |        |        |        |        |        |        |        |                   |

## Singles

### Singles 1978 - 1987
| Titre | Position dans les chartes | Position dans les chartes | Position dans les chartes | Position dans les chartes | Position dans les chartes | Position dans les chartes | Position dans les chartes | Position dans les chartes | Position dans les chartes | Position dans les chartes | Position dans les chartes | Position dans les chartes | Position dans les chartes | Position dans les chartes | Certifications                                               | Album                  |
| Titre | CAN                       | ALL                       | AUS                       | AUT                       | BEL (V)                   | IRL                       | NOR                       | N-Z                       | P-B                       | SUÈ                       | SUI                       | UK                        | USA Hot 100               | USA Main,                 | Certifications                                               | Album                  |
| --- | ------------------------- | ------------------------- | ------------------------- | ------------------------- | ------------------------- | ------------------------- | ------------------------- | ------------------------- | ------------------------- | ------------------------- | ------------------------- | ------------------------- | ------------------------- | ------------------------- | ------------------------------------------------------------ | ---------------------- |
| Let Me Take You Dancing - Sortie : 6 novembre 1978 - Face B : Don't Turn Me Away - Label : A&M :                      | 9                         | —                         | —                         | —                         | —                         | —                         | —                         | —                         | —                         | —                         | —                         | —                         | —                         | —                         | —                                                            | Non-album single       |
| Hidin' from Love - Sortie : 14 mars 1980 - Face B : Wait and See - Label : A&M :                                      | 64                        | —                         | —                         | —                         | —                         | —                         | —                         | —                         | —                         | —                         | —                         | —                         | —                         | —                         | —                                                            | Bryan Adams            |
| Give Me Your Love - Sortie : 14 juillet 1980 - Face B : Don't Turn Me Away - Label : A&M :                            | 91                        | —                         | —                         | —                         | —                         | —                         | —                         | —                         | —                         | —                         | —                         | —                         | —                         | —                         | —                                                            | Bryan Adams            |
| Lonely Nights - Sortie : décembre 1981 - Face B : Don't Look Now - Label : A&M :                                      | —                         | —                         | —                         | —                         | —                         | —                         | —                         | —                         | —                         | —                         | —                         | —                         | 84                        | 3                         | —                                                            | You Want It You Got It |
| Coming Home - Sortie : 1981 - Face B : Fits Ya Good - Label : A&M :                                                   | —                         | —                         | —                         | —                         | —                         | —                         | —                         | —                         | —                         | —                         | —                         | —                         | —                         | —                         | —                                                            | You Want It You Got It |
| Jealousy - Sortie : 1981 - uniquement - Face B : Tonight - Label : A&M                                                | —                         | —                         | —                         | —                         | —                         | —                         | —                         | —                         | —                         | —                         | —                         | —                         | —                         | —                         | —                                                            | You Want It You Got It |
| Fits Ya Good - Sortie : avril 1982 - Face B : Fits Ya Good - Label : A&M                                              | 30                        | —                         | —                         | —                         | —                         | —                         | —                         | —                         | —                         | —                         | —                         | —                         | —                         | 15                        | —                                                            | You Want It You Got It |
| Cuts Like a Knife - Sortie : avril 1983 - Face B : Lonely Nights - Label : A&M                                        | 12                        | —                         | 55                        | —                         | —                         | —                         | —                         | —                         | —                         | —                         | —                         | —                         | 15                        | 6                         | —                                                            | Cuts Like a Knife      |
| Take Me Back - Sortie : février 1983 - US Promo - Label : A&M                                                         | —                         | —                         | —                         | —                         | —                         | —                         | —                         | —                         | —                         | —                         | —                         | —                         | —                         | 21                        | —                                                            | Cuts Like a Knife      |
| The Only One - Sortie : février 1983 - US Promo - Label : A&M                                                         | —                         | —                         | —                         | —                         | —                         | —                         | —                         | —                         | —                         | —                         | —                         | —                         | —                         | 44                        | —                                                            | Cuts Like a Knife      |
| Straight from the Heart - Sortie : juin 1983 - Face B : One Good Reason - Label : A&M                                 | 20                        | —                         | 98                        | —                         | —                         | —                         | —                         | —                         | —                         | —                         | —                         | 51                        | 10                        | 32                        | —                                                            | Cuts Like a Knife      |
| This Time - Sortie : août 1983 - Face B : You Want It, You Got It - Label : A&M                                       | 32                        | —                         | —                         | —                         | —                         | —                         | —                         | —                         | —                         | —                         | —                         | 41                        | 24                        | 21                        | —                                                            | Cuts Like a Knife      |
| The Best Had Yet to Come - Sortie : 1983 - Face B : 'I'm Ready - Label : A&M                                          | —                         | —                         | —                         | —                         | —                         | —                         | —                         | —                         | —                         | —                         | —                         | —                         | —                         | —                         | —                                                            | Cuts Like a Knife      |
| Run To You - Sortie : décembre 1984 - Face B : Im Ready - Label : A&M                                                 | 4                         | —                         | 24                        | —                         | 19                        | 8                         | —                         | 14                        | 14                        | —                         | —                         | 11                        | 6                         | 1                         | Or · Platine ·                                               | Reckless               |
| Somebody - Sortie : janvier 1985 - Face B : Long Gone - Label : A&M                                                   | 13                        | —                         | 76                        | —                         | 30                        | 20                        | —                         | —                         | —                         | —                         | —                         | 35                        | 11                        | 1                         | —                                                            | Reckless               |
| Heaven - Sortie : mai 1985 - Face B : Heaven (live) - Label : A&M                                                     | 11                        | 28                        | 12                        | —                         | 29                        | 11                        | 3                         | 17                        | 28                        | 8                         | 14                        | 38                        | 1                         | 9                         | Or · Platine · Or · Platine ·                                | Reckless               |
| Summer of '69 - Sortie : août 1985 - Face B : Kids Wanna Rock (live) - Label : A&M                                    | 11                        | 62                        | 14                        | 17                        | 8                         | 18                        | 9                         | 7                         | 4                         | 13                        | —                         | 42                        | 5                         | 40                        | 3 × Or · 8 × Platine · 3 × Platine · Platine · 5 × Platine · | Reckless               |
| One Night Love Affair - Sortie : octobre 1985 - Face B : It's Only Love - Label : A&M                                 | 19                        | —                         | 85                        | —                         | —                         | —                         | —                         | —                         | —                         | —                         | —                         | —                         | —                         | 7                         | —                                                            | Reckless               |
| It's Only Love - En duo avec Tina Turner - Sortie : 21 octobre 1985 - Face B : The Best Was Yet to Come - Label : A&M | 14                        | 44                        | 57                        | 30                        | 22                        | 18                        | —                         | 37                        | 21                        | —                         | 16                        | 29                        | 15                        | 7                         | —                                                            | Reckless               |
| Diana - EP - Sortie : 1985 - Face B : What's It Gonna Be - Label : A&M                                                | —                         | —                         | —                         | —                         | —                         | —                         | —                         | —                         | —                         | —                         | —                         | —                         | —                         | —                         | Platine                                                      | Non-album single       |
| Christmas Time - Sortie : 21 octobre 1985 - Face B : Reggae Christmas - Label : A&M                                   | 39                        | 14                        | 64                        | 17                        | —                         | 26                        | 2                         | —                         | 33                        | 19                        | 18                        | 55                        | —                         | 31                        | Platine · Or                                                 | Non-album single       |
| Heat of the Night - Sortie : 13 mars 1987 - Face B : Another Day - Label : A&M                                        | 7                         | 33                        | 25                        | —                         | 35                        | —                         | 6                         | 20                        | 34                        | 7                         | 17                        | 50                        | —                         | 2                         | Or                                                           | Into the Fire          |
| Hearts on Fire - Sortie : 12 juillet 1987 - Face B : Run to You - Label : A&M                                         | 25                        | —                         | 89                        | —                         | —                         | —                         | —                         | —                         | —                         | —                         | —                         | 57                        | 26                        | 3                         | —                                                            | Into the Fire          |
| Victim of Love - Sortie : septembre 1987 - Face B : Heat of the Night (live) - Label : A&M                            | 49                        | —                         | 92                        | —                         | —                         | —                         | —                         | —                         | —                         | —                         | —                         | 68                        | 32                        | 10                        | —                                                            | Into the Fire          |
| Only the Strong Survive - Sortie : 16 décembre 1987 - Face B : Home Again - Label : A&M                               | 64                        | —                         | —                         | —                         | —                         | —                         | —                         | —                         | —                         | —                         | —                         | —                         | —                         | —                         | —                                                            | Into the Fire          |
| "—" indique que le single n'entra pas dans les classements musicaux de ces pays ou n'y fut pas publié.                |                           |                           |                           |                           |                           |                           |                           |                           |                           |                           |                           |                           |                           |                           |                                                              |                        |

### Singles années 1990
| Titre | Position dans les chartes | Position dans les chartes | Position dans les chartes | Position dans les chartes | Position dans les chartes | Position dans les chartes | Position dans les chartes | Position dans les chartes | Position dans les chartes | Position dans les chartes | Position dans les chartes | Position dans les chartes | Position dans les chartes | Position dans les chartes | Position dans les chartes | Position dans les chartes | Position dans les chartes | Position dans les chartes | Certifications | Album                    |
| Titre | CAN                       | ALL                       | AUS                       | AUT                       | BEL (V)                   | BEL (W)                   | FIN                       | FRA                       | IRL                       | ITA                       | NOR                       | N-Z                       | P-B                       | SUÈ                       | SUI                       | UK                        | USA Hot 100               | USA Main,                 | Certifications | Album                    |
| --- | ------------------------- | ------------------------- | ------------------------- | ------------------------- | ------------------------- | ------------------------- | ------------------------- | ------------------------- | ------------------------- | ------------------------- | ------------------------- | ------------------------- | ------------------------- | ------------------------- | ------------------------- | ------------------------- | ------------------------- | ------------------------- | --- | ------------------------ |
| (Everything I Do) I Do It for You - Sortie : 18 juin 1991 - Face B : She's Only Happy When She's Dancing (live) - Label : A&M                                                        | 1                         | 1                         | 1                         | 1                         | 1                         | —                         | —                         | 1                         | 1                         | 2                         | 1                         | 1                         | 1                         | 1                         | 1                         | 1                         | 1                         | 10                        | 2 × Platine · Platine · 2 × Platine · Platine · Platine · Or · Platine · Platine · Platine · Platine · 2 × Platine · 3 × Platine | Waking Up the Neighbours |
| Can't Stop This Thing We Started - Sortie : 2 septembre 1991 - Face B : It's Only Love (live) - Label : A&M                                                                          | 1                         | 14                        | 9                         | 14                        | 4                         | —                         | —                         | 10                        | 4                         | —                         | 7                         | 7                         | 10                        | 3                         | 8                         | 12                        | 2                         | 2                         | Or · Or | Waking Up the Neighbours |
| There Will Never Be Another Tonight - Sortie : 10 novembre 1991 - Face B : Into the Fire (live) - Label : A&M                                                                        | 2                         | —                         | 30                        | —                         | 17                        | —                         | —                         | —                         | 11                        | —                         | —                         | 21                        | 29                        | 33                        | —                         | 32                        | 31                        | 6                         | | Waking Up the Neighbours |
| Thought I'd Died and Gone to Heaven - Sortie : 10 novembre 1991 - Face B : Somebody (live) - Label : A&M                                                                             | 1                         | 47                        | 13                        | —                         | 29                        | —                         | —                         | 27                        | 11                        | —                         | —                         | 23                        | 43                        | —                         | —                         | 8                         | 13                        | 14                        | — | Waking Up the Neighbours |
| Touch the Hand - Sortie : juin 1992 - Face B : Run to You (live) - Label : A&M | 38                        | —                         | —                         | —                         | —                         | —                         | —                         | —                         | —                         | —                         | —                         | —                         | —                         | —                         | —                         | —                         | —                         | 13                        | — | Waking Up the Neighbours |
| All I Want Is You'7 - Sortie : 6 juillet 1992 - Face B : Run to You (live) - Label : A&M                                                                                             | —                         | —                         | 31                        | —                         | 40                        | —                         | —                         | —                         | 20                        | —                         | —                         | —                         | —                         | —                         | —                         | 22                        | —                         | —                         | — | Waking Up the Neighbours |
| Do I Have to Say the Words? - Sortie : 30 juillet 1992 - Face B : Summer of '69 (live) - Label : A&M                                                                                 | —                         | 75                        | —                         | —                         | 30                        | —                         | —                         | —                         | —                         | —                         | —                         | —                         | 34                        | —                         | —                         | 30                        | 11                        | —                         | — | Waking Up the Neighbours |
| Is Your Mama Gonna Miss Ya - Sortie : janvier 1993 - Face B : ? - Label : A&M | 36                        | —                         | —                         | —                         | —                         | —                         | —                         | —                         | —                         | —                         | —                         | —                         | —                         | —                         | —                         | —                         | —                         | —                         | — | Waking Up the Neighbours |
| Please Forgive Me - Sortie : juin 1993 - Face B : Can't Stop This Thing We Started (live) - Label : A&M                                                                              | 1                         | 3                         | 1                         | 2                         | 1                         | —                         | —                         | 1                         | 1                         | 3                         | 1                         | 7                         | 3                         | 2                         | 2                         | 2                         | 7                         | —                         | Or · 2 × Platine · Or · Or · Or ·                                                                                                | So Far So Good           |
| All for Love - avec Sting et Rod Stewart - Sortie : 16 novembre 1993 - Face B : Can't Stop This Thing We Started (live) - Label : A&M                                                | 1                         | 1                         | 1                         | 1                         | 2                         | —                         | —                         | 7                         | 1                         | 1                         | 1                         | 5                         | 3                         | 1                         | 1                         | 2                         | 1                         | —                         | Or · Platine[réf. nécessaire] · Platine · Or · Argent · Platine                                                                  | The Three Musketers OST  |
| Have You Ever Really Loved a Woman? - Sortie : 4 avril 1995 - Face B : Low Life - Label : A&M                                                                                        | 1                         | 3                         | 1                         | 1                         | 3                         | 2                         | —                         | 5                         | 3                         | 8                         | 5                         | 9                         | 2                         | 6                         | 1                         | 4                         | 1                         | —                         | Or · Platine · Or · Or · Or · Argent                                                                                             | 18 til I Die             |
| The Only Thing That Looks Good on Me Is You - Sortie : 8 mai 1996 - Face B : Elvis / I Want It All - Label : A&M                                                                     | 1                         | 44                        | 19                        | 17                        | 30                        | —                         | 9                         | 38                        | 26                        | 17                        | —                         | 37                        | 21                        | 24                        | 5                         | 6                         | 52                        | —                         | — | 18 til I Die             |
| Let’s Make a Night to Remember - Sortie : 2 juin 1996 - Face B : Star - Label : A&M                                                                                                  | 1                         | 57                        | 7                         | 34                        | 48                        | —                         | —                         | —                         | 25                        | —                         | —                         | 17                        | —                         | 39                        | 41                        | 10                        | 24                        | —                         | Or | 18 til I Die             |
| Star - Sortie : 18 novembre 1996 - Face B : Let's Make a Night to Remember (live) All for Love (live) Run to You(live) - Label : A&M                                                 | —                         | 76                        | —                         | —                         | Tip: 17                   | —                         | —                         | —                         | —                         | —                         | —                         | —                         | —                         | —                         | —                         | 13                        | —                         | —                         | — | 18 til I Die             |
| 18 'til I Die - Sortie : 7 avril 1997 - Face B : (I Wanna Be) Your Underwear (live) It Ain't a Party (live) 18 'Til I Die (live) - Label : A&M                                       | 21                        | 85                        | —                         | —                         | Tip: 7                    | —                         | —                         | —                         | —                         | —                         | —                         | —                         | 86                        | —                         | —                         | 22                        | —                         | —                         | — | 18 til I Die             |
| Do To You - Sortie : janvier 1997 - Face B : ? - Label : A&M | 6                         | —                         | —                         | —                         | —                         | —                         | —                         | —                         | —                         | —                         | —                         | —                         | —                         | —                         | —                         | —                         | —                         | —                         | — | 18 til I Die             |
| I'll Always Be Right There - Promo - Label : A&M | 15                        | —                         | —                         | —                         | —                         | —                         | —                         | —                         | —                         | —                         | —                         | —                         | —                         | —                         | —                         | —                         | —                         | —                         | — | 18 til I Die             |
| Back To You - Sortie : janvier 1997 - Face B : Hey Elvis - Label : A&M | 1                         | 62                        | 38                        | —                         | Tip: 3                    | —                         | —                         | 32                        | —                         | —                         | —                         | —                         | 77                        | 56                        | —                         | 18                        | —                         | 38                        | — | MTV Unplugged            |
| I'm Ready - Sortie : janvier 1997 - Face B : (I Wanna Be) Your Underwear (live Unplugged) Back to You (Démo) I'll Always Be There (live Unplugged) - Label : A&M                     | 11                        | 66                        | —                         | —                         | Tip: 12                   | —                         | —                         | —                         | —                         | —                         | —                         | —                         | 24                        | —                         | —                         | 20                        | —                         | —                         | — | MTV Unplugged            |
| On a Day Like Today - Sortie : janvier 1997 - Face B : She Believes in Me Bin There, Done That (Démo) On a Day Like Today (Pant Down Mix) - Label : A&M                              | 1                         | 53                        | —                         | 32                        | Tip: 4                    | —                         | —                         | —                         | —                         | —                         | —                         | 19                        | 66                        | —                         | 32                        | 13                        | —                         | —                         | — | On a Day Like Today      |
| When You're Gone - en duo avec Melanie C - Sortie : 30 novembre 1998 - Face B : I Love Ya Too Much (Bryan Adams solo) What Does It Do to Your Heart (Bryan Adams solo) - Label : A&M | 15                        | 14                        | 4                         | 14                        | 16                        | 20                        | —                         | 37                        | 3                         | 20                        | 6                         | 15                        | 7                         | 8                         | 11                        | 3                         | —                         | —                         | Platine · Platine · | On a Day Like Today      |
| Cloud #9 - Sortie : 10 mai 1999 - Face B : Let"s Take About Love When Your Gone (acoustique) Snippets - Label : A&M                                                                  | 7                         | 33                        | —                         | 13                        | Tip: 7                    | —                         | —                         | —                         | 16                        | —                         | —                         | —                         | 62                        | 43                        | 26                        | 6                         | —                         | —                         | Argent · | On a Day Like Today      |
| The Best of Me - Sortie : 15 novembre 1999 - Face B : Inside Out (démo) How Do Ya Feel Tonight (démo) - Label : A&M                                                                  | 10                        | 65                        | —                         | 37                        | Tip: 3                    | —                         | 9                         | —                         | —                         | 33                        | —                         | —                         | 67                        | —                         | 31                        | 47                        | —                         | —                         | — | The Best of Me           |
| "—" indique que le single n'entra pas dans les classements musicaux de ces pays ou n'y fut pas publié.                                                                               |                           |                           |                           |                           |                           |                           |                           |                           |                           |                           |                           |                           |                           |                           |                           |                           |                           |                           | |                          |

### Singles de 2000 à 2010
| Titre | Position dans les chartes | Position dans les chartes | Position dans les chartes | Position dans les chartes | Position dans les chartes | Position dans les chartes | Position dans les chartes | Position dans les chartes | Position dans les chartes | Position dans les chartes | Position dans les chartes | Position dans les chartes | Position dans les chartes | Album                                |
| Titre | CAN                       | ALL                       | AUT                       | BEL (V)                   | BEL (W)                   | IRL                       | ITA                       | N-Z                       | P-B                       | SUÈ                       | SUI                       | UK                        | USA AC                    | Album                                |
| --- | ------------------------- | ------------------------- | ------------------------- | ------------------------- | ------------------------- | ------------------------- | ------------------------- | ------------------------- | ------------------------- | ------------------------- | ------------------------- | ------------------------- | ------------------------- | ------------------------------------ |
| Inside Out - Sortie : 26 juin 2000 - Face B : Rock Steady (live) Back to You (live) - Label : A&M                     | —                         | 66                        | —                         | —                         | —                         | —                         | —                         | —                         | 91                        | —                         | 53                        | —                         | —                         | The Best of Me                       |
| Here I am - Sortie : 1er juillet 2002 - Face B : You Can't Take Me (version alternative) - Label : A&M                | —                         | 17                        | 12                        | 14                        | Tip: 2                    | 15                        | —                         | 48                        | 30                        | 15                        | 24                        | 5                         | 5                         | Spirit: Stallion of the Cimarron OST |
| Open Road - Sortie : 13 septembre 2004 - Face B : Blessing in Disguise Friday Night in London - Label : Polydor       | —                         | 23                        | 35                        | 49                        | —                         | —                         | 20                        | —                         | 28                        | —                         | 17                        | 21                        | —                         | Room Service                         |
| Flying - Sortie : 6 décembre 2004 - Face B : You Walked In I Want It All - Label : Polydor                            | —                         | 68                        | —                         | Tip: 9                    | —                         | —                         | —                         | —                         | 86                        | —                         | 51                        | 39                        | —                         | Room Service                         |
| Room Service - Sortie : 21 mars 2005 - Face B : Open Road (Stripped) - Label : Polydor                                | —                         | 74                        | —                         | Tip: 13                   | —                         | —                         | —                         | —                         | —                         | —                         | —                         | —                         | —                         | Room Service                         |
| This Side of Paradise - Promo US - Sortie : 2005 - Label : Mercury                                                    | —                         | —                         | —                         | —                         | —                         | —                         | —                         | —                         | —                         | —                         | —                         | —                         | 20                        | Room Service                         |
| Why Do You Have to Be So Hard to Love? - Sortie : 2005 - Promo US - Label : Mercury                                   | —                         | —                         | —                         | —                         | —                         | —                         | —                         | —                         | —                         | —                         | —                         | —                         | —                         | Room Service                         |
| Ce n'était qu'un rêve - En duo avec Emmanuelle Seigner - Promo France - Sortie : 2005 - Label : Mercury               | —                         | —                         | —                         | —                         | —                         | —                         | —                         | —                         | —                         | —                         | —                         | —                         | —                         | Room Service                         |
| When You're Gone - En duo avec Pamela Anderson - Promo US - Sortie : 2005 - Label : A&M                               | —                         | —                         | —                         | —                         | —                         | —                         | —                         | —                         | —                         | —                         | —                         | —                         | —                         | Anthology                            |
| So Far So Good - Promo US - Sortie : 2005 - Label : A&M                                                               | —                         | —                         | —                         | —                         | —                         | —                         | —                         | —                         | —                         | —                         | —                         | —                         | —                         | Anthology                            |
| I Thought I'd Seen Everything - Sortie : 7 mars 2008 - Face B : Miss America Way of the World - Label : Polydor       | 47                        | 55                        | 41                        | Tip: 10                   | Tip: 24                   | —                         | —                         | —                         | —                         | —                         | 52                        | —                         | 21                        | 11                                   |
| Tonight We Have the Stars - Sortie : 6 juin 2008 - Face B : Something to Believe In (acoustic live) - Label : Polydor | —                         | —                         | —                         | —                         | —                         | —                         | —                         | —                         | —                         | —                         | —                         | —                         | —                         | 11                                   |
| She's Got a Way - Sortie : 10 novembre 2008 - Face B : She's Got the Way (Chicane remix) - Label : A&M                | —                         | —                         | —                         | —                         | —                         | —                         | —                         | —                         | —                         | —                         | —                         | —                         | —                         | 11                                   |
| One World, One Flame - Sortie : 12 février 2010 - Label : Polydor                                                     | —                         | 44                        | 70                        | —                         | —                         | —                         | —                         | —                         | —                         | —                         | —                         | —                         | —                         | Non-album single                     |
| Bang the Drum - Sortie : 7 octobre 2010 - Label : Polydor                                                             | —                         | —                         | —                         | —                         | —                         | —                         | —                         | —                         | —                         | —                         | —                         | —                         | —                         | Non-album single                     |
| You've Been a Friend to Me - Sortie : 16 avril 2010 - Label : Polydor                                                 | —                         | —                         | —                         | —                         | —                         | —                         | —                         | —                         | —                         | —                         | —                         | —                         | —                         | Bare Bones                           |
| "—" indique que le single n'entra pas dans les classements musicaux de ces pays ou n'y fut pas publié.                |                           |                           |                           |                           |                           |                           |                           |                           |                           |                           |                           |                           |                           |                                      |

### Singles depuis 2011
| Titre | Position dans les chartes | Position dans les chartes | Position dans les chartes | Position dans les chartes | Position dans les chartes | Album              |
| Titre | CAN                       | BEL (V)                   | BEL (W)                   | SUI                       | USA AC                    | Album              |
| --- | ------------------------- | ------------------------- | ------------------------- | ------------------------- | ------------------------- | ------------------ |
| Alberta Bound - Sortie : 11 janvier 2011 - Face B : What the Hell I Got? - Label : Polydor                           | 100                       | —                         | —                         | —                         | —                         | Non-album single   |
| Merry Christmas - Sortie : 12 décembre 2011 - Digital Promo - Label : Polydor                                        | —                         | —                         | —                         | —                         | —                         | Non-album single   |
| She Knows Me - Sortie : 11 août 2014 - Digital Promo - Label : Polydor                                               | —                         | Tip: 23                   | Tip: 30                   | —                         | 23                        | Tracks of My Years |
| You Belong To Me - Sortie : 10 août 2015 - Digital Promo - Label : Polydor                                           | —                         | Tip                       | Tip                       | —                         | 26                        | Get Up             |
| Brand New Day - Sortie : 7 septembre 2015 - Digital Promo - Label : Polydor                                          | —                         | Tip: 8                    | Tip: 36                   | —                         | 25                        | Get Up             |
| Don't Even Try - Sortie : 5 octobre 2015 - Digital Promo - Label : Polydor                                           | —                         | —                         | —                         | —                         | —                         | Get Up             |
| Do What You Gotta Do - Sortie : 29 février 2016 - Digital Promo - Label : Polydor                                    | —                         | —                         | —                         | —                         | —                         | Get Up             |
| Please Stay - Sortie : 13 octobre 2017 - Digital Promo - Label : Polydor                                             | —                         | Tip                       | Tip                       | —                         | —                         | Ultimate           |
| Ultimate Love - Sortie : 27 octobre 2017 - Digital Promo - Label : Polydor                                           | —                         | —                         | Tip                       | —                         | —                         | Ultimate           |
| Shine a Light - Sortie : 18 janvier 2019 - Digital Promo - Label : Polydor                                           | —                         | Tip: 13                   | Tip                       | —                         | —                         | Shine a Light      |
| That's How Strong Our Love Is - Duo avec Jennifer Lopez - Sortie : 15 février 2019 - Digital Promo - Label : Polydor | —                         | —                         | —                         | —                         | —                         | Shine a Light      |
| Je reviendrait vers Toi / I Will Always Return - Sortie : 2 août 2019 - Digital Promo - Label : Polydor              | —                         | —                         | —                         | —                         | —                         | Non-album single   |
| Joe and Mary - Sortie : 18 janvier 2019 - Digital Promo - Label : Polydor                                            | —                         | —                         | —                         | —                         | —                         | The Christmas EP   |
| So Happy It Hurts - Sortie : 11 octobre 2021 - Digital Promo - Label : BMG Rights                                    | —                         | —                         | —                         | 85                        | —                         | So Happy It Hurts  |
| On the Road - Sortie : 8 décembre 2021 - Digital Promo - Label : BMG Rights                                          | —                         | —                         | —                         | —                         | —                         | So Happy It Hurts  |
| Kick Ass - Sortie : 9 décembre 2021 - Digital Promo - Label : BMG Rights                                             | —                         | —                         | —                         | —                         | —                         | So Happy It Hurts  |
| Never Gonna Rain - Sortie : 25 janvier 2022 - Digital Promo - Label : BMG Rights                                     | —                         | —                         | —                         | —                         | —                         | So Happy It Hurts  |
| Let's Christmas Going - Sortie : 4 novembre 2022 - Digital Promo - Label : BMG Rights                                | —                         | —                         | —                         | —                         | —                         | Non-album Single   |
| What If There Were No Sides at All - Sortie : 12 mai 2023 - Digital Promo - Label : BMG Rights                       | —                         | —                         | —                         | —                         | —                         | Non-album Single   |
| You're Awesome - Sortie : 1er septembre 2023 - Digital Promo - Label : BMG Rights                                    | —                         | —                         | —                         | —                         | —                         | Office Race OST    |
| Sometimes You Lose Before You Win - Sortie : 1er septembre 2023 - Digital Promo - Label : BMG Rights                 | —                         | —                         | —                         | —                         | —                         | Office Race OST    |
| Someone's Daughter, Someone's Son - Sortie : 8 mars 2024 - Digital Promo - Label : Badams                            | —                         | —                         | —                         | —                         | —                         | Non-album Single   |
| Rock and Roll Hell - Sortie : 2 août 2024 - Digital Promo - Label : Badams                                           | —                         | —                         | —                         | —                         |                           | Non-album Single   |
| War Machine - Sortie : 30 août 2024 - Digital Promo - Label : Badams                                                 | —                         | —                         | —                         | —                         | —                         | Non-album Single   |
| "—" indique que le single n'entra pas dans les classements musicaux de ces pays ou n'y fut pas publié.               |                           |                           |                           |                           |                           |                    |

## Principales collaborations
| Année | Artiste(s)        | Titre(s)                                                                 | Album                                 | Notes                                                         | Ref     |
| ----- | ----------------- | ------------------------------------------------------------------------ | ------------------------------------- | ------------------------------------------------------------- | ------- |
| 1976  | Sweeney Todd      | "Roxy Roller"                                                            | Single                                | Chant principal                                               | [ 124 ] |
| 1977  | Sweeney Todd      | 10 titres                                                                | If Wishes Were Horses                 | Chant principal                                               | [ 125 ] |
| 1984  | Tina Turner       | "Back Where You Started"                                                 | Break Every Rule                      | Composition / Guitare / Piano/ chœurs                         | [ 126 ] |
| 1985  | Nothern Lights    | "Tears Are Not Enough"                                                   | Single caritatif                      | Chant / composition                                           | [ 127 ] |
| 1986  | Glass Tiger       | "Don't Forget Me" "I Will Be There"                                      | The Thine Red Line                    | Chœurs                                                        | [ 128 ] |
| 1989  | Mötley Crüe       | "Sticky Sweet"                                                           | Dr.Feelgood                           | Chœurs                                                        | [ 129 ] |
| 1989  | Single caritatif  | "Smoke on the Water"                                                     | Rock Aid Armenia                      | chant                                                         | [ 130 ] |
| 1989  | Dion              | "Drive All Night"                                                        | Yo Frankie                            | Guitare composition & chœurs                                  | [ 131 ] |
| 1990  | Roger Waters      | "Empty Spaces/What Shall We Do Now?" "Young Lust The Tide Is Turning"    | The Wall Live in Berlin               | Chant                                                         | [ 132 ] |
| 1994  | Luciano Pavarotti | "Please Forgive Me" "O Sole Mio" "All for Love" "Brindisi (La Traviata)" | Pavarotti and Friends 2               | Chant                                                         | [ 133 ] |
| 1995  | Bonnie Raitt      | "Rock Steady" "Angel from Montgomery"                                    | Road Tested                           | Chant & guitare Chant                                         | [ 134 ] |
| 1996  | Barbra Streisand  | "I Finally Found Someone"                                                | Single                                | Duo                                                           | [ 134 ] |
| 1998  | Céline Dion       | "Another Year Has Gone By"                                               | These Are Special Times               | Guitare, basse et composition                                 | [ 135 ] |
| 2000  | Chicane           | "Don't Give Up"                                                          | Single                                | Chant & composition                                           | [ 136 ] |
| 2000  | Elton John        | "Sad Songs"                                                              | Elton John One Night Only             | Duo                                                           | [ 137 ] |
| 2003  | The Who           | "Behind Blue Eyes" "See Me, Feel Me/Listening to You"                    | Live at the Royal Albert Hall         | Duo avec Roger Daltrey trio avec Roger Daltrey & Eddie Vedder | [ 138 ] |
| 2005  | Zucchero          | "Io vivo (en te) / I'm Ready"                                            | Zu&Co - The Ultimate Duets Collection | Duo                                                           | [ 139 ] |
| 2009  | Michael Bublé     | "Hold On"                                                                | Crazy Love (album)                    | Chœurs                                                        | [ 140 ] |
| 2011  | Michael Bublé     | "After All"                                                              | To Be Loved                           | Chant & composition                                           | [ 141 ] |
| 2015  | Diana Krall       | "Feels like Home"                                                        | Wallflower                            | Duo                                                           | [ 142 ] |
| 2016  | Billy Ray Cyrus   | "Hey Elvis"                                                              | Thin Line                             | Chant & composition                                           | [ 143 ] |
| 2019  | Robbie Williams   | "Christmas (Baby Please Come Home)"                                      | The Christmas Present                 | Chant                                                         | [ 144 ] |

| Année | Artiste(s)                                                    | Titre(s)                                                             | Album / Single                      | Ref     |
| ----- | ------------------------------------------------------------- | -------------------------------------------------------------------- | ----------------------------------- | ------- |
| 1979  | Prism                                                         | "Jealousy" "You Walk Away Again" "Take It or Leave It"*              | Armagedon                           | [ 145 ] |
| 1981  | Prism                                                         | "Don't Let Him Know"* "Stay"*                                        | Small Change                        | [ 146 ] |
| 1981  | Lisa Dalbello                                                 | "Never Get to Heaven" "You Could Be Good for Me" "She Wants to Know" | Drastic Measures                    | [ 147 ] |
| 1981  | Loverboy                                                      | "Jump"*                                                              | Get Lucky                           | [ 148 ] |
| 1982  | Kiss                                                          | "Rock'n'Roll Hell"* "War Machine"*                                   | Creatures of the Night              | [ 149 ] |
| 1982  | Kiss                                                          | "Down On Your Knees"                                                 | Killers                             | [ 150 ] |
| 1982  | Scandal                                                       | "Wine Some, Loose Some"                                              | Scandal (EP)                        | [ 151 ] |
| 1984  | Ted Nugent                                                    | "(Where Do You) Draw the Line"*                                      | Penetrator                          | [ 152 ] |
| 1984  | Krokus                                                        | "Boys Nite Out"*                                                     | The Blitz                           | [ 153 ] |
| 1985  | Roger Daltrey                                                 | "Let Me Down Easy" "Rebel"                                           | Under a Raging Moon                 | [ 154 ] |
| 1985  | Loverboy                                                      | "Dangerous"                                                          | Lovin' Every Minute of It*          | [ 155 ] |
| 1986  | Neil Diamond                                                  | "It Should Have Been Me"*                                            | Headed for the Future               | [ 156 ] |
| 1986  | Bonnie Raitt                                                  | "No Way to Treat a Lady"*                                            | Nine Lives                          | [ 157 ] |
| 1986  | Bonnie Tyler                                                  | "No Way to Treat a Lady"*                                            | "Secret Dreams and Forbidden Fire"  | [ 158 ] |
| 1986  | Rod Stewart                                                   | "Another Heartache"*                                                 | Every Beat of My Heart              | [ 159 ] |
| 1987  | Carly Simon                                                   | "It Should Have Been Me"                                             | Coming Around Again                 | [ 160 ] |
| 1987  | .38 Special                                                   | "Back to Paradise"                                                   | Flashback: The Best of 38 Special   | [ 161 ] |
| 1987  | Loverboy                                                      | "Hometown Hero"                                                      | Wildside                            | [ 162 ] |
| 1988  | Elkie Brooks                                                  | "Can't Wait All Night"*                                              | Bookbinder's Kid                    | [ 163 ] |
| 1989  | Joe Cocker                                                    | "When the Night Comes"*                                              | One Night of Sin                    | [ 164 ] |
| 1991  | Johnny Hallyday                                               | "Tout pour te déplaire"*                                             | Ça ne change pas un homme           | [ 165 ] |
| 1992  | Joe Cocker                                                    | "Feels Like Forever"                                                 | Night Calls                         | [ 166 ] |
| 1993  | Tina Turner                                                   | "Why Must We Wait Until Tonight"                                     | What's Love Got to Do with It       | [ 167 ] |
| 1993  | Prism                                                         | "Way of the World"                                                   | Jericho                             | [ 168 ] |
| 1994  | Johnny Hallyday                                               | "Rough Town"*                                                        | Rough Town                          | [ 169 ] |
| 1997  | Céline Dion                                                   | "Let's Talk About Love"                                              | Let's Talk About Love               | [ 170 ] |
| 1997  | Mötley Crüe                                                   | "Glitter"                                                            | Generation Swine                    | [ 171 ] |
| 1998  | Céline Dion                                                   | "Another Year Has Gone By"                                           | These Are Special Times             | [ 172 ] |
| 1999  | Melanie C                                                     | "Follow Me"                                                          | Northern Star Japon uniquement      | [ 173 ] |
| 2000  | Ronan Keating                                                 | "The Way You Make Me Feel"                                           | Ronan                               | [ 174 ] |
| 2006  | Aretha Franklin with Mary J. Blige & the Boys Choir of Harlem | "Never Gonna Break My Faith"                                         | Bobby OST                           | —       |
| 2016  | Lea Michele                                                   | "Candy Candy"* "Work with Me"* "One Day"*                            | Legends of Oz: Dorothy's Return OST | [ 175 ] |

- Les chansons marquées d'un astérisque ont été composées par Bryan Adams et Jim Vallance.